# Falckenstein-Kaserne
Die Falckenstein-Kaserne in Koblenz wurde 1937/38 als einer von mehreren Kasernenneubauten der Wehrmacht im Stadtteil Lützel für das Pionierbataillon 34 erbaut. Zuvor gab es bereits 1898–1918 im Bereich des heutigen Saarplatzes eine Kaserne gleichen Namens für das 1. Rheinische Pionier-Bataillon Nr. 8. Sie ist nach dem preußischen General der Infanterie Maximilian Vogel von Falckenstein benannt, der Kommandierender General des VIII. Armee-Korps in Koblenz war.

## Geschichte

### Alte Falckenstein-Kaserne

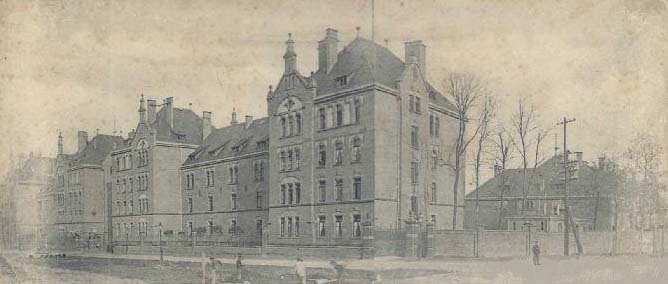
Die alte Falckenstein-Kaserne um 1900

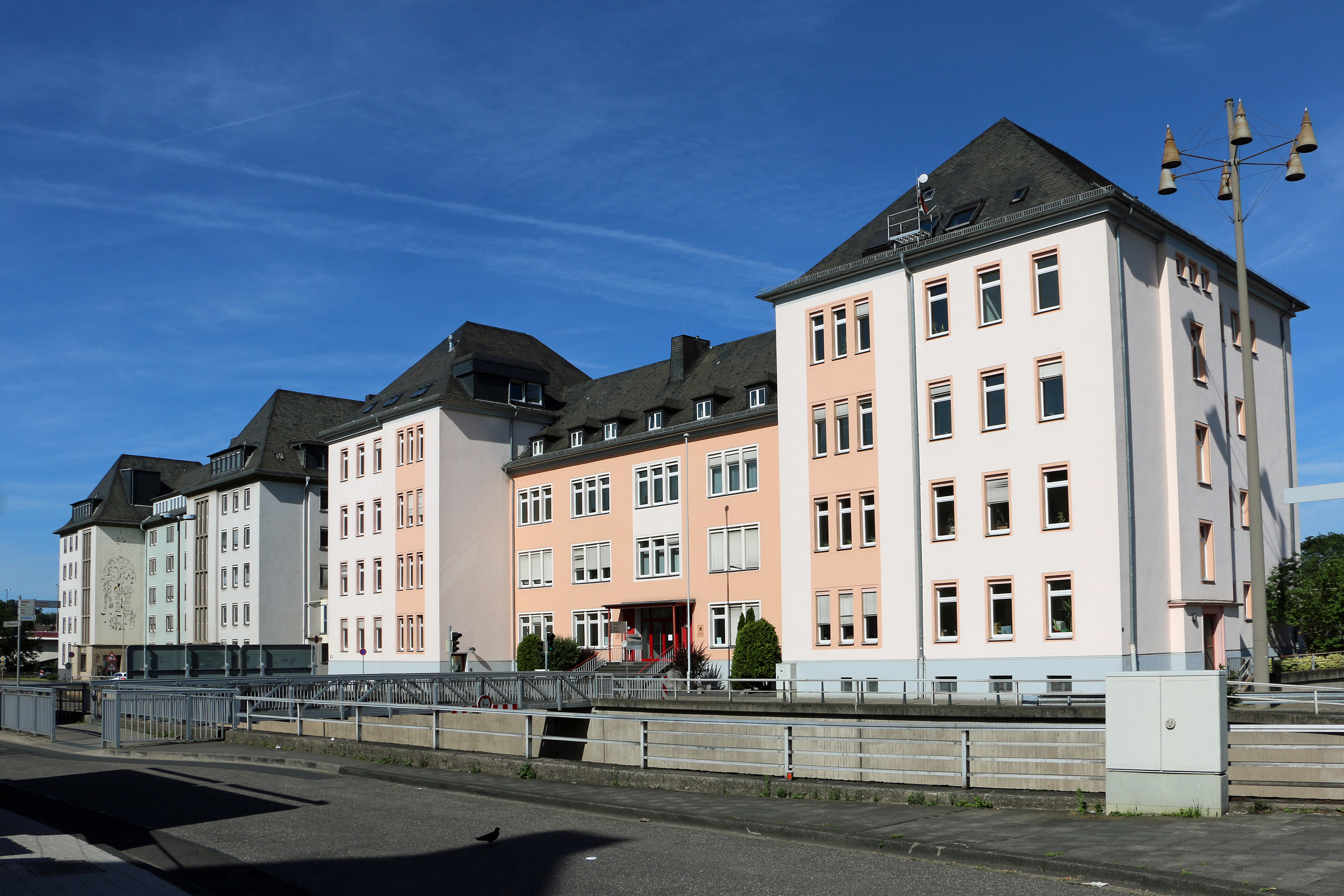
Die ehemaligen Mannschaftsgebäude der alten Falckenstein-Kaserne in Koblenz-Rauental

Eine erste Kaserne mit dem Namen Falckensteins gab es bereits 1898–1918 im Bereich nördlich des heutigen Saarplatzes zwischen den Stadtteilen Altstadt und Rauental für das 1. Rheinische Pionier-Bataillon Nr. 8. Der Exerzierplatz und das Offizierkasino befanden sich zwischen der südlichen Brückenrampe zur Europabrücke, die seit der Erbauung 1932–1934 das ehemalige Kasernengelände durchschneidet, und der linken Rheinstrecke (an der Stelle steht heute ein Parkhaus). Zwei Mannschaftsgebäude in der Baedekerstraße (50° 21′ 43,4″ N, 7° 35′ 14,6″ O) sind bis heute erhalten und beherbergen das Landesamt für Soziales, Jugend und Versorgung.

### Neue Falckenstein-Kaserne

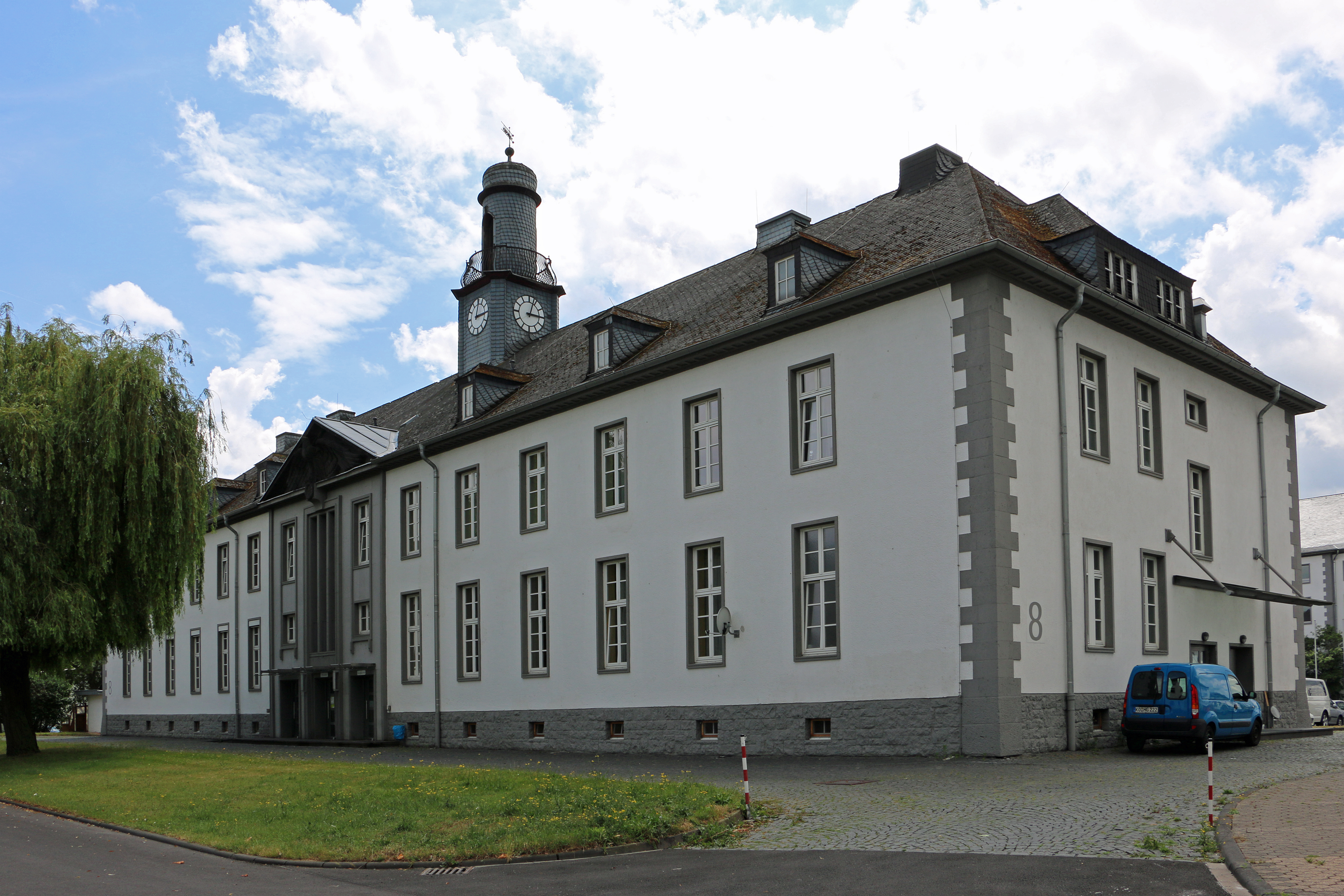
Die neue Falckenstein-Kaserne in Koblenz-Lützel

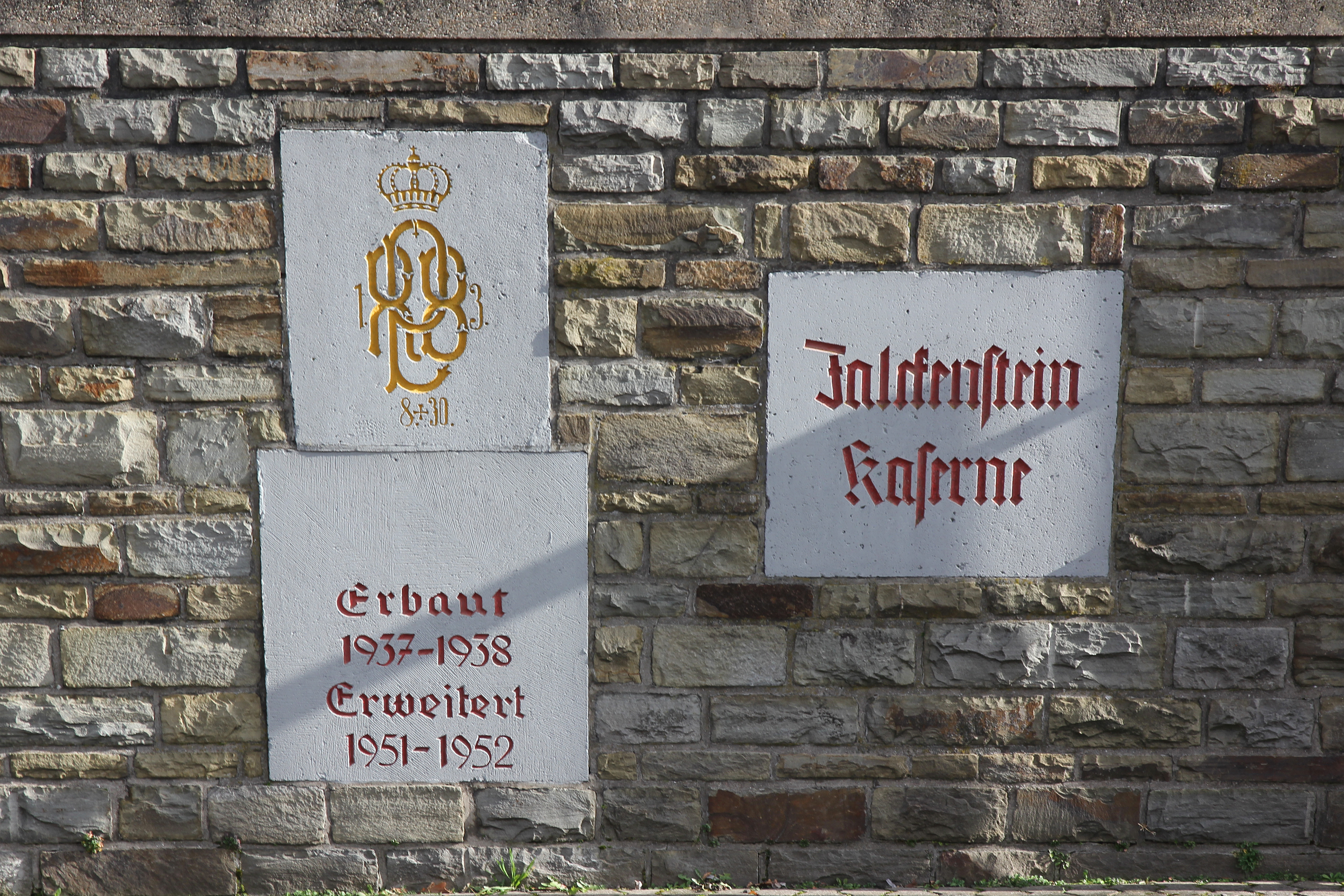
Gedenktafeln für den Bau der alten und neuen Falckenstein-Kaserne neben der Wache der neuen Kaserne in Koblenz-Lützel

Nach der Remilitarisierung des Rheinlandes 1936 wurde in Koblenz-Lützel 1937–1938 ein weitläufiger Kasernenkomplex für die Wehrmacht erbaut. Danach belegte das Pionier-Bataillon 34 die neue Kaserne.
Nach dem Zweiten Weltkrieg übernahm zunächst die amerikanische und schließlich ab Juni 1945 die französische Besatzungsarmee den Komplex unter dem Namen „Caserne Marceau“. In den Jahren 1951–1952 wurde die Kaserne um einige Gebäude erweitert. Die Bundeswehr übernahm die Kaserne am 30. April 1957 und gab ihr wieder den alten Namen. Französische Truppenteile waren noch bis September 1969 in der Kaserne stationiert.
Das Kasernentor befand sich ursprünglich an der Bundesstraße 9. Nachdem diese zur vierspurigen Schnellstraße ausgebaut worden war, hat man die Einfahrt in den rückwärtigen Bereich (Von-Kuhl-Straße) verlegt.
Die Kasernenanlage verfügt über ein Sportfeld mit überdachter Tribüne und ein Hallenschwimmbad.
Seit 2006 ist die Bronzestatue des Goeben-Denkmals auf dem Gelände der Falckenstein-Kaserne aufgestellt.

## Belegung

### Ehemalige Belegung
- Pionierbataillon 34 (Wehrmacht)
- Französische Besatzungstruppen
- Korps-Fernmeldebataillon 213
- Fernmeldebataillon 310
- Fernmeldebataillon 330
- Fernmelde-Instandsetzungskompanie 300
- Stab und Stabskompanie Korps-Fernmeldekommando III
- Fernmelde-Ausbildungskompanie 1/III und 2/III
- Topographie-Batterie 301
- Topographie-Batterie 900
- Topographiezug 300
- Stabs-Fernmelderegiment 310
- Heeresführungskommando
- Kommando Heer
- 2. Kompanie Instandsetzungsbataillon 310
- Standort-Bekleidungskammer 2
- Das Bataillon für Operative Information 950 (OpInfoBtl 950) als letztes in Koblenz verbliebenes Bataillon wurde am 6. Dezember 2013 aufgelöst.[1]

### Aktuelle Belegung
- Kommando Sanitätsdienst der Bundeswehr
- Sanitätsregiment 2 Führungsbereich Koblenz
- Ausbildungs- und Simulationszentrum Sanitätsregiment 2
- Elektronikzentrum der Bundeswehr – Teile Koblenz (SKB)
- Evangelisches Militärpfarramt Koblenz I
- Katholisches Militärpfarramt Koblenz I
- weitere kleine Dienststellen

## Denkmalschutz
Ein Teil der Falckenstein-Kaserne ist seit 2013 ein geschütztes Kulturdenkmal nach dem Denkmalschutzgesetz (DSchG) und in der Denkmalliste des Landes Rheinland-Pfalz eingetragen. Sie liegt in Koblenz-Lützel in der Von-Kuhl-Straße 50.
Seit 2002 ist die Falckenstein-Kaserne Teil des UNESCO-Welterbes Oberes Mittelrheintal.